# HD9843
HD9843 — хімічно пекулярна зоря спектрального класу F1, що має видиму зоряну величину в смузі V приблизно  8,2.
Вона  розташована на відстані близько 1364,7 світлових років від Сонця.